# 후지누마 다쿠무
후지누마 다쿠무(일본어: 藤沼 拓夢, 1997년 6월 14일~)는 일본의 축구 선수이다.

## 구단 경력
그는 2016년 J1리그의 오미야 아르디자에 입단했다. 2017년 7월 J3리그의 도치기 SC로 임대 이적했다. 2018년부터 2019년까지 J3리그의 그루자 모리오카와 블라우블리츠 아키타에서 뛰었다. 2020년 오미야 아르디자로 복귀했다. 2022년 J3리그의 SC 사가미하라로 이적했다.